# D'un prétendu droit de mentir par humanité
D'un prétendu droit de mentir par humanité (en allemand : Über ein vermeintes Recht aus Menschenliebe zu lügen) est un opuscule d'Emmanuel Kant publié en 1797.

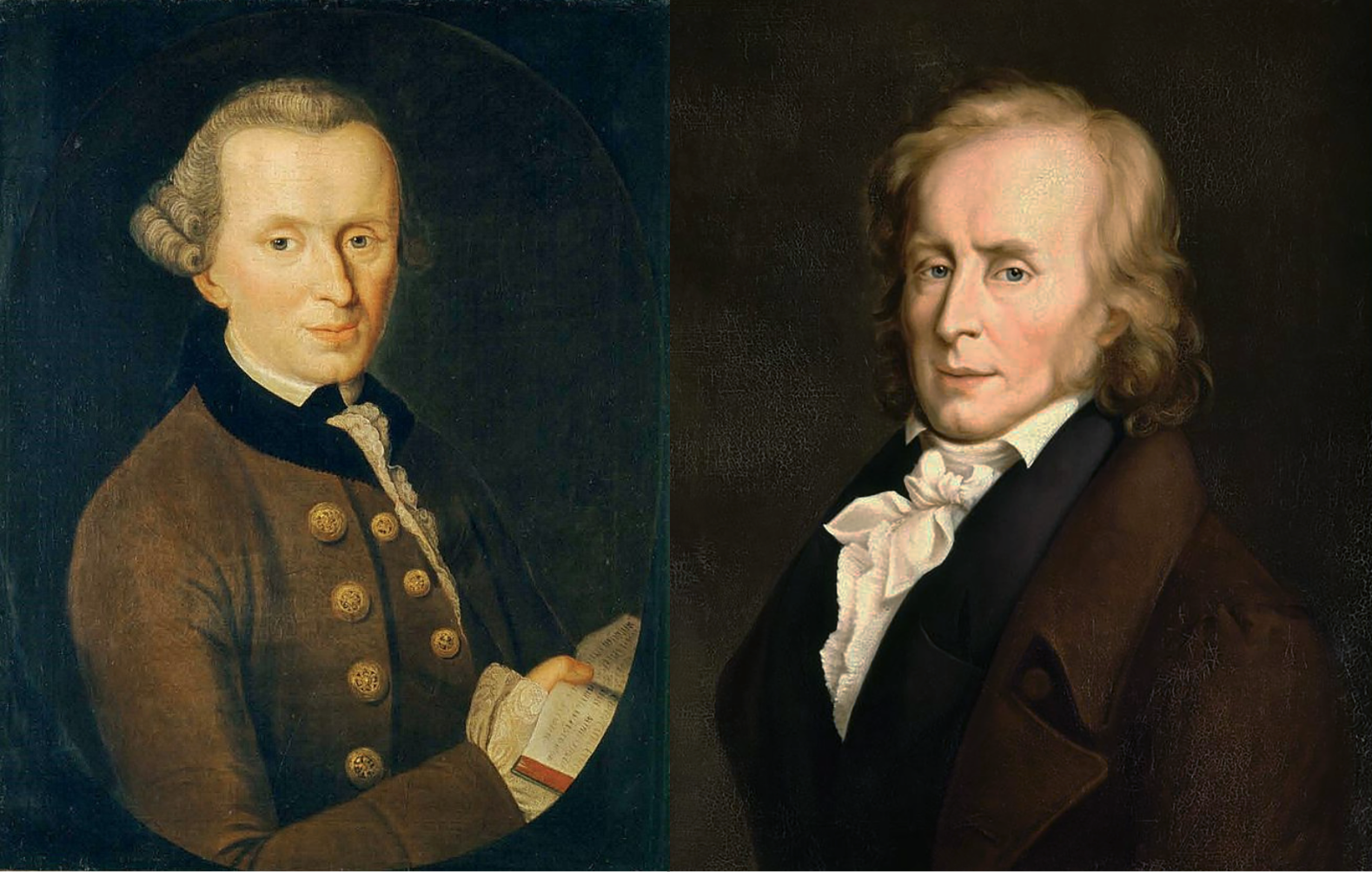
D'un prétendu droit de mentir par humanité conclut la controverse Kant-Constant

À travers ce court texte inspiré par les circonstances — en particulier, les vives récriminations que suscita sa philosophie morale —, Kant œuvre à affermir sa thèse professant l'universalité, la nécessité et l'inconditionnalité du devoir de véracité. Considéré sous ce rapport, il s'agit d'un prélude aux réflexions contenues dans la Métaphysique des mœurs.

## Contexte
Ce bref essai est une réponse à un texte polémique de Benjamin Constant — Des réactions politiques (1796) — dans lequel celui-ci affirme : 

« Le principe moral que dire la vérité est un devoir, s’il était posé de manière absolue et isolée, rendrait toute société impossible. Nous en avons la preuve dans les conséquences directes qu’a tirées de ce principe un philosophe allemand qui va jusqu’à prétendre qu’envers des assassins qui vous demanderaient si votre ami qu’ils poursuivent n’est pas refugié dans votre maison, le mensonge serait un crime. »

— Constant, Des réactions politiques (chap. VIII, « Des principes »)

Accusant le rigorisme kantien, Constant tente de mettre en exergue son manque d'humanité. C'est à ce titre qu'il fait référence à un exemple fictif, qu'il suppose découler des principes mêmes de la philosophie morale de Kant. L'essayiste français s'indigne ainsi du scénario suivant : « Un assassin traque un ami que vous hébergez chez vous. Le meurtrier demande s'il est caché dans votre maison. L'impératif catégorique vous ordonnant de dire la vérité en toutes circonstances, vous acquiescez. »
Constant s'accorde avec Kant en concédant qu'il existe un devoir de vérité ; il refuse cependant de le considérer au sens strict. On peut distinguer trois raisons à cette opposition :
1) Si ce devoir était considéré comme inconditionnel, cela rendrait la vie en société impossible, car la moralité peut exiger, dans certaines situations, de mentir par compassion, politesse, pour sauver des vies ou prévenir un mal plus grand.
2) Un devoir n'existe que lorsque des droits réciproques existent. Là où il n'y a pas de droit à la vérité, il n'y a pas de devoir de la dire.
3) Seuls ceux qui sont dignes de la vérité disposent d'un droit à la recevoir. Envers ceux qui ont l'intention de nuire, le devoir de vérité est nul.
Kant et Constant sont tous deux d'avis que ce qui vaut en théorie peut être appliqué en pratique. La divergence gît en ce que Constant juge nécessaire, à chaque fois qu'un principe établi par la loi morale paraît inapplicable aux cas concrets, l'introduction d'un « principe intermédiaire » comme condition d'application du principe abstrait.

« Toutes les fois qu’un principe, démontré vrai, paraît inapplicable, c’est que nous ignorons le principe intermédiaire qui contient le moyen d’application. [...] Un principe, reconnu vrai, ne doit donc jamais être abandonné, quels que soient ses dangers apparents. Il doit être décrit, défini, combiné avec tous les principes circonvoisins, jusqu’à ce qu’on ait trouvé le moyen de remédier à ses inconvénients, et de l’appliquer, comme il doit l’être. »

— Constant, Des réactions politiques (chap. VIII, « Des principes »)

## Contenu

### Distinction entre vérité et véracité
Kant introduit son texte par une réfutation d'ordre logique. Il établit ainsi une distinction entre le droit à la vérité et le droit à la véracité : la première expression est dépourvue de sens car nul n'est sûr de connaître la vérité (en outre, la vérité est une affaire de rigueur logique et non de rigueur morale) ; c'est la seconde expression qui s'impose puisque, d'un point de vue moral, l'homme n'est tenu d'énoncer que ce qu'il juge vrai (« véracité » étant à entendre comme synonyme de « sincérité »). Par définition, l'acte subjectif qui consiste à exprimer ce que l'on croit sincèrement être vrai ne dépend pas de la vérité objective, qui tout en n'étant jamais totalement accessible ou détenue, ne peut faire l'objet d'aucune obligation morale.

### Argumentation
Le raisonnement de Kant s'articule autour de plusieurs idées-forces :
• Un devoir moral, quel que soit son contenu, est par définition absolu, inconditionné et universel ; il ne souffre aucune exception, vaut indépendamment des circonstances particulières et son accomplissement incombe à tout agent moral. Il en résulte que le devoir de véracité échappe à toute casuistique, à toute subtilisation justifiée par des motifs empiriques, aboutissant in fine à une transigeance avec la loi morale. Instituer un « droit de mentir par humanité » reviendrait à disconvenir de l'universalité et de la nécessité de l'impératif catégorique.

« La véracité dans les déclarations que l’on ne peut éviter est le devoir formel de l’homme envers chacun quelque grave inconvénient qu’il puisse en résulter pour lui ou pour un autre. »

— Kant, D'un prétendu droit de mentir par humanité
Kant ajoute que le devoir de véracité n'admet pas une séparation arbitraire entre ceux à l'égard desquels il s'applique et ceux envers qui l'on pourrait y déroger.
• Le devoir de véracité assure la valeur de tous les engagements fondés sur des contrats. Le mensonge constitue une violation de l'essence même de la parole — laquelle se veut l'expression de la pensée — et, par là même, rend caduc tout ce qui repose sur la promesse. Qui plus est, il s'agit d'un acte par lequel l'homme s'arroge un droit qu'il refuse à autrui. En effet, le menteur ne peut souhaiter que la maxime de la véracité dans les déclarations soit universellement bafouée, comptant sur l'obéissance générale à ce devoir pour la transgresser lui-même. Si chacun s'autorisait à mentir et à se parjurer en alléguant des circonstances disculpatoires, le droit perdrait de sa valeur. Afin d'étayer cette thèse, Kant exemplifiait déjà dans les Fondements de la métaphysique des mœurs la contradiction à laquelle aboutirait une loi universelle autorisant à ne pas tenir ses promesses dans certaines situations : « Quand je crois être à court d’argent, j’en emprunte et je promets de rendre, bien que je sache que je n’en ferai jamais rien […]. Si ma maxime devenait une loi universelle […], elle devrait nécessairement se contredire. Car […] ce serait rendre impossible le fait de promettre […], étant donné que personne ne croirait à ce qu’on lui promet et que tout le monde rirait de pareilles démonstrations comme de vaines feintes. » C'est donc la reconnaissance d'un droit de mentir — et non celle d'un devoir absolu de véracité — qui ruinerait l'ordre social : Kant renverse ainsi l'argument de Constant.

« C’est que la véracité est un devoir qui doit être regardé comme la base de tous les devoirs fondés sur un contrat, et que, si l’on admet la moindre exception dans la loi de ces devoirs, on la rend chancelante et inutile. »

— Kant, D'un prétendu droit de mentir par humanité
• Kant critique Constant pour avoir confondu l'acte par lequel on cause du tort (accidentellement) à autrui et celui par lequel on commet une injustice envers autrui. Il entend montrer que le sauvetage de l'ami n'est qu'une probabilité parmi d'autres ; il est tout aussi concevable qu'en étant vérace, l'ami soit sauvé. On ne saurait dès lors tirer argument de probabilités et ériger un droit de mentir sur la base d'un concours de circonstances incertain. Reprenant et complétant l'exemple de Constant, Jean Lefranc relève six hypothèses dans la démonstration kantienne:
Si l'hôte énonce la vérité telle qu'il la sait : soit l'ami s'est échappé et est sauvé ; soit l'ami n'est pas sorti, mais il est sauvé par des voisins ; soit l'ami est resté à l'intérieur et est tué.
Si l'hôte ment : soit l’ami a pris la fuite et est tué ; soit l’ami s'est dérobé, mais n’est pas rencontré par le meurtrier ; soit l’ami n’est pas sorti et est sauvé.
Kant souligne que, dans le cas où la véracité conduit au meurtre, ce n'est que par l'effet du hasard qu'une telle déclaration a pu être nuisible, et non pas par l'effet d'un acte libre (au sens juridique). C'est ainsi qu'il met en évidence l'asymétrie qu'institue le droit entre véracité et mensonge : puisque le devoir de véracité n'est pas un choix, mais un commandement de la loi morale, l'individu qui le respecte ne peut être réputé responsable, par les lois civiles, des conséquences qui résultent de cette observance ; le menteur, quant à lui, agissant d'après un résultat attendu, doit répondre des événements imprévus qui surviennent par suite de son acte.
Quand bien même la portée du mensonge serait faible, il représente toujours une injustice générale et formelle en tant qu'il contribue à la dénégation du devoir de véracité.

### De la métaphysique du droit à la politique
Kant s'entend tout à fait avec Constant au sujet du besoin d'intercaler un principe intermédiaire qui servirait de lien entre un principe reconnu vrai et sa traduction concrète. Pour illustrer cette correspondance, Constant s'appuie sur le principe de la souveraineté du peuple : celui-ci n'est applicable dans un grand pays qu'à la condition d'adopter le principe de la représentation. Cependant, Kant remarque que, dans le cas du devoir de véracité, il n'est pas de principe intermédiaire qui permettrait l'application dudit devoir à l'exemple de l'ami en danger. (Le principe intermédiaire que Constant met en avant énonce que nous n’avons de devoir de vérité qu’envers ceux qui ont un droit à la vérité ; or, Kant considère qu'il en a montré l'absurdité.)
Afin de résoudre un problème politique en tenant compte de la métaphysique du droit (qui n'emprunte ses principes à aucune condition empirique), Kant estime qu'il faut procéder en trois temps : 1° poser un axiome qui découle de la définition du droit, laquelle repose sur l'accord de la liberté de chacun ; 2° un postulat de la loi publique extérieure assurant le principe de l'égalité, essentielle en vue de garantir les libertés de chacun ; 3° un problème consistant à déterminer le moyen de maintenir l'harmonie au sein d'une société suffisamment grande, tout en conciliant les principes de liberté et d'égalité. Distinguant expressément le rôle du droit de celui de la politique, Kant résume :

« Il ne faut pas que le droit se règle sur la politique, mais bien la politique sur le droit. »

— Kant, D'un prétendu droit de mentir par humanité

### Situation dans la philosophie pratique de Kant
L'analyse kantienne du mensonge apparaît dans plusieurs œuvres, notamment les Leçons d'éthique, les Fondements de la métaphysique des mœurs et la Métaphysique des mœurs. Ces dernières traitent de la dimension éthique du mensonge, tandis que D'un prétendu droit de mentir par humanité envisage la question du mensonge sur le plan du droit. Kant conjugue donc la morale et le droit pour réprouver le mensonge : l'une le dénonce en l'accusant d'anéantir la dignité humaine ; l'autre se contente d'en exhiber les contradictions.

## Critiques
Schopenhauer, bien que grand admirateur de Kant, vilipende vertement le déontologisme kantien.

« Les raisonnements dont Kant a fourni la matière, et dont on se sert dans bien des manuels, pour démontrer l’illégitimité du mensonge, en la déduisant de notre faculté de parler, sont d’une platitude, d’une puérilité, d’une fadeur à vous tenter d’aller, pour le seul plaisir de les narguer, vous jeter dans les bras du diable, disant avec Talleyrand : « L’homme a reçu la parole pour pouvoir cacher sa pensée. » »

— Schopenhauer, Le Fondement de la morale
Il soutient que le mensonge est moralement justifié lorsqu'il est utilisé pour se défendre, et seulement dans ce cas. La morale enseignée vise juste en ce qu'elle prescrit l'interdiction du mensonge en le condamnant comme immoral ; elle est cependant fautive puisqu'elle ne tolère aucune exception, même en cas de légitime défense. Si quelqu'un veut faire un mauvais usage de la vérité, il tient, non seulement du droit le plus légitime, mais du devoir le plus strict de ne pas la lui confier. Schopenhauer semble ainsi se ranger du côté de Constant, ne reconnaissant qu'un devoir relatif de véracité.

« [...] Dans les cas où j’ai le droit d’en appeler à la force, j’ai droit d’en appeler au mensonge également : ainsi contre des brigands, contre des malfaiteurs de n’importe quelle espèce ; et de les attirer ainsi dans un piège. Et de même une promesse arrachée de force ne lie point. — Mais en réalité, le droit de mentir va plus loin encore : ce droit m’appartient contre toute question que je n’ai pas autorisée, et qui concerne ma personne ou celle des miens : une telle question est indiscrète ; ce n’est pas seulement en y répondant, c’est même en l’écartant avec un « je n’ai rien à dire », formule déjà suffisante pour éveiller le soupçon, que je m’exposerais à un danger. Le mensonge en de tels cas est l’arme défensive légitime, contre une curiosité dont les motifs d’ordinaire ne sont point bienveillants. Car si j’ai le droit, quand je devine chez autrui des intentions méchantes, un projet de m’attaquer par la force, de me prémunir d’avance, et aux risques et périls de l’agresseur, par la force ; si j’ai le droit, par mesure préventive, de garnir de pointes aiguës le mur de mon jardin, de lâcher la nuit dans ma cour des chiens méchants, même à l’occasion d’y disposer des chausse-trappes et des fusils qui partent seuls, sans que le malfaiteur qui entre ait à s’en prendre qu’à lui-même des suites funestes de ces mesures ; de même aussi ai-je le droit de tenir secret par tous les moyens ce qui, connu, donnerait prise à autrui sur moi ; et j’en ai d’autant plus de raison que je dois m’attendre plus à la malveillance des autres, et prendre mes précautions d’avance contre eux. »

— Schopenhauer, Le Fondement de la morale